# 比伯湖 (弗龍羅伊特)
47°51′54″N 9°33′28″E / 47.86500°N 9.55778°E
比伯湖（德語：Bibersee），是德國的湖泊，位於該國西南部，由巴登-符騰堡州負責管轄，處於弗龍羅伊特，面積0.03平方公里，海拔高度574米，平均水深2.9米，最大水深4.7米，水體容量9.1萬立方米。